# Blaesoxipha microspinosa
Blaesoxipha microspinosa är en tvåvingeart som beskrevs av Guilherme A.M.Lopes 1990. Blaesoxipha microspinosa ingår i släktet Blaesoxipha och familjen köttflugor. Inga underarter finns listade i Catalogue of Life.